# エリダヌス座オミクロン1星
エリダヌス座ο1星は、エリダヌス座の恒星で4等星。

## 概要
非常に短い周期で変光するたて座δ型変光星の1つ。主系列星の段階を終え、中心のヘリウムの核の周囲を水素核融合の殻が取り巻いている。約1.2度離れて見えるο2星とは、連星の関係にはない。

## 名称
ο1 Eridani（略称はο1 Eri）。固有名ベイド (Beid) は、アラビア語で「卵」を意味する al-baid を由来としている。これは、「ダチョウの巣」をモチーフとしたζ星、ρ2星、ρ3星、τ1~5星、くじら座ε星、π星によるアステリズムの周りにある暗い不特定な星々に付けられた名前がο1星の名前とされたもので、「卵の殻」に由来する名が付けられたο2星のケイドと対を成している。2016年9月12日に国際天文学連合の恒星の命名に関するワーキンググループ (Working Group on Star Names, WGSN) は、Beid をエリダヌス座ο1星の固有名として正式に承認した。